# Nilssonia gangetica
La tartaruga dal guscio molle del Gange (Nilssonia gangetica Cuvier, 1825) è una tartaruga d'acqua dolce della famiglia dei Trionichidi.

## Descrizione

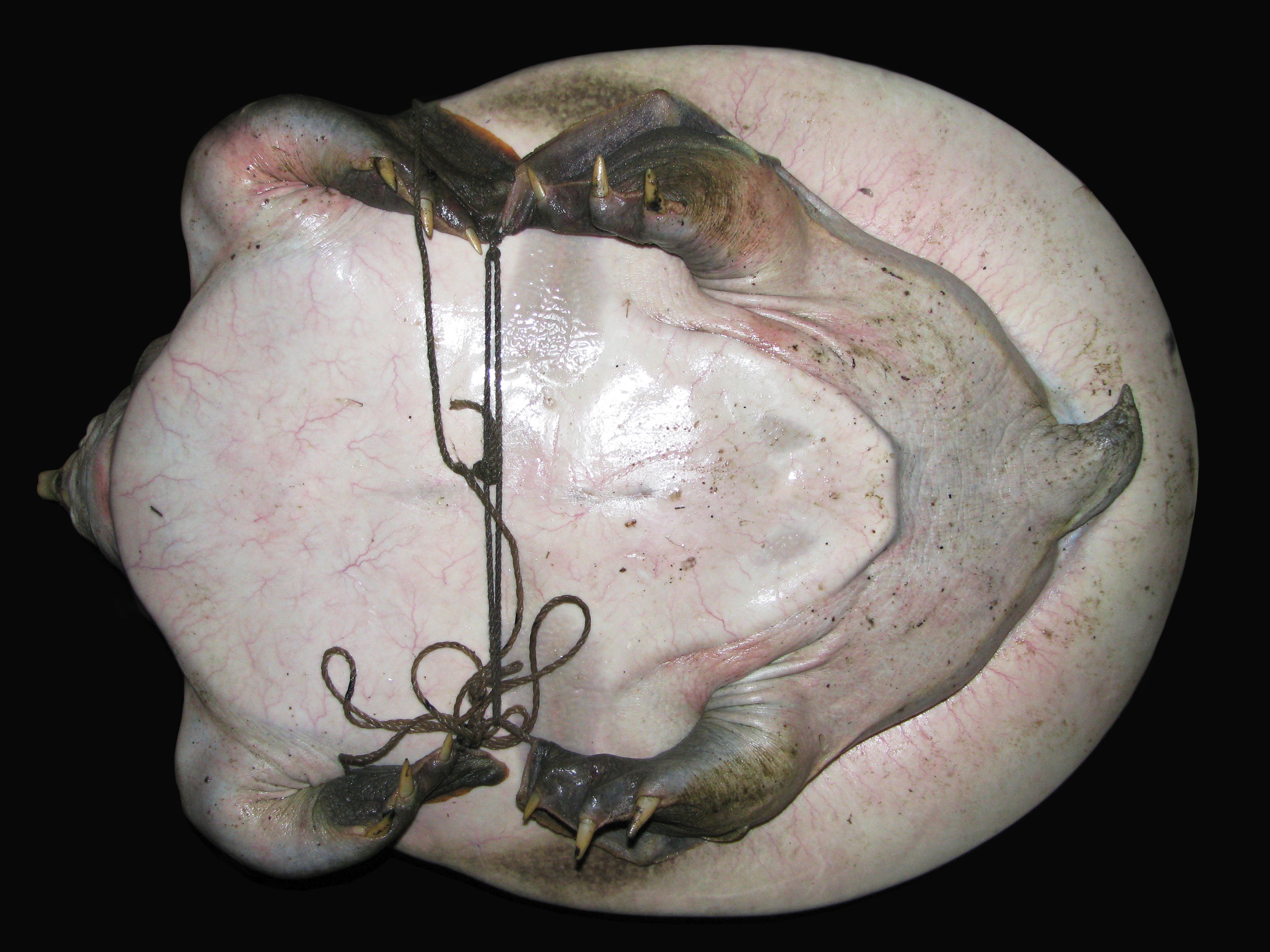
Veduta ventrale di N. gangetica.

Con il suo prominente muso a forma di tubo e il carapace incredibilmente appiattito, la tartaruga dal guscio molle del Gange, lunga fino a 94 cm, è un rettile d'acqua dolce dall'aspetto molto peculiare. Sono proprio queste strane caratteristiche, tuttavia, a rendere la specie splendidamente adattata alla vita nell'habitat rivierasco: il lungo collo e il muso a forma di boccaglio le permettono di estendere il collo al di fuori dell'acqua per respirare, e il carapace appiattito le conferisce una silhouette idrodinamica che la rende un'agile e veloce nuotatrice. Il carapace, liscio e di forma variabile da rotonda a ovale, è di colore verde oliva, con il margine giallo. Anche le zampe sono verdi, mentre il piastrone è grigio o color crema. La testa, larga, presenta alcune strisce nere che dalla sommità si dirigono verso i lati. Gli esemplari giovani, a differenza di quelli adulti, hanno una serie di ocelli scuri e varie file di protuberanze arrotondate che adornano il carapace.

## Distribuzione e habitat
La tartaruga dal guscio molle del Gange è diffusa in Pakistan, India settentrionale, Bangladesh e Nepal meridionale, nei bacini idrografici dei fiumi Gange, Indo e Mahanadi.
Si incontra in fiumi profondi, torrenti, grossi canali, laghi e stagni dal fondale ricoperto di fango o sabbia. Tende a prediligere le zone di acqua torbida.

## Biologia
Malgrado le dimensioni relativamente piccole, gli studi effettuati hanno dimostrato che la tartaruga dal guscio molle del Gange è una feroce ed esperta predatrice. Talvolta si nutre in gruppi numerosi, come quello che in un canale indiano è stato visto attaccare, uccidere e divorare un'antilope nilgau (Boselaphus tragocamelus). Tuttavia, attacchi ad animali così grandi avvengono solo molto raramente; infatti questa specie onnivora si nutre soprattutto di piante acquatiche e di una grande varietà di animali più piccoli, come pesci, molluschi, insetti, anfibi e uccelli acquatici. Si ciba anche delle carcasse degli animali che vengono gettate frequentemente nei fiumi in cui abita; proprio per questo motivo è nota anche come «avvoltoio acquatico».
Le tartarughe dal guscio molle del Gange si accoppiano in acque basse durante la stagione dei monsoni (da settembre a febbraio). Si ritiene che il corteggiamento abbia inizio quando il maschio produce una serie di suoni bassi e rochi per attrarre la femmina, e, una volta che ha trovato un esemplare che suscita la sua attenzione, le nuota intorno effettuando piccoli circoli descrescenti prima di montarla. Questo rituale di corteggiamento dura circa quattro o cinque minuti. Durante la copula, sia il maschio che la femmina, immersi in acqua, protendono fuori dalla superficie la testa per respirare, dato che l'accoppiamento può protrarsi fino a 50 minuti.
La nidificazione può avvenire in qualunque periodo tra maggio e gennaio, sebbene vi sia un picco tra dicembre e gennaio. La femmina scava una cavità a forma di fiasco nella sabbia della riva, dove depone da 8 a 47 uova. L'incubazione dura circa 251-310 giorni e le uova si schiudono verso luglio.